# 로만 캔들

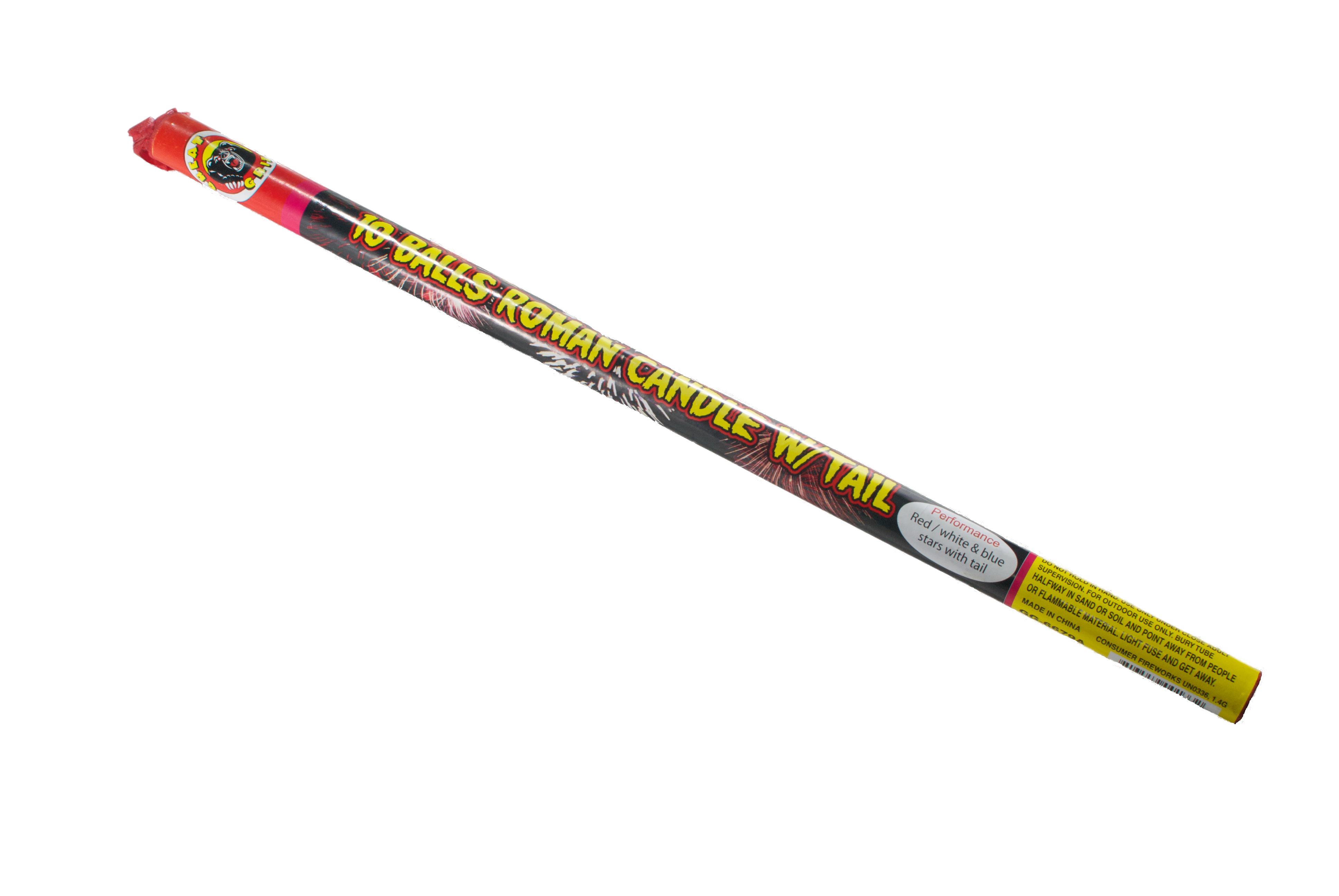
로만 캔들

로만 캔들(Roman candle)은 원통 속에 화약을 넣고 터뜨리며 때로 불똥이 튀는 전통 불꽃놀이이다. 크기는 다양한데, 일반 소비자용은 지름이 6밀리미터, 전문가용은 지름이 8센티미터에 이른다.
일부 유형의 로만 캔들은 네덜란드와 핀란드를 포함한 일부 국가에서 금지되어 있는데 오작동하는 경향이 있기 때문이다. 로만 캔들은 미국 캘리포니아주, 델라웨어주, 노스캐롤라이나주, 오리건주, 뉴욕주, 뉴저지주, 메릴랜드주, 매사추세츠주, 미네소타주, 로드아일랜드주에서는 불법이다.